# The Love Album: Off the Grid
The Love Album: Off the Grid è il quinto album in studio del rapper e produttore discografico statunitense Diddy.

## Descrizione
È stato rilasciato con l'etichetta Love Records e Motown il 15 settembre 2023. È il primo album solista di Sean Combs come Diddy da Press Play del 2006, e il suo primo progetto dal mixtape del 2015 MMM (Money Making Mitch), che è stato attribuito a Puff Daddy.
L'album di 23 tracce presenta la partecipazione di ospiti come The-Dream, Herb Alpert, Nova Wav, Busta Rhymes, Dawn Richard, Kalenna, Nija, Jozzy, Jacquees, Fabolous, Swae Lee, Summer Walker, French Montana, the Weeknd, 21 Savage, Justin Bieber, Jazmine Sullivan, Ty Dolla Sign, Kehlani, Coco Jones, Kalan.FrFr, K-Ci, Mary J. Blige, Teyana Taylor, Jeremih, Burna Boy, Babyface, John Legend e H.E.R.

## Tracce
1. Brought My Love (featuring The-Dream and Herb Alpert) – 4:07 (Sean Combs, Terius Nash, Herb Alpert)
2. What's Love (with Nova Wav) – 3:13 (Combs, Brittany Coney, Denisia Andrews)
3. Deliver Me (with Busta Rhymes, Dawn Richard, and Kalenna) – 3:22 (Combs, Trevor Smith, Jr.Dawn Richard, Kalenna Harper)
4. Stay Awhile (with Nija) – 2:36 (Combs, Nija Charles)
5. Homecoming (with Jozzy) – 3:10 (Combs, Jocelyn Donald)
6. Pick Up (with Jacquees featuring Fabolous) – 4:07 (Combs, Rodriquez Broadnax, Jason Phillips)
7. Tough Love (featuring Swae Lee) – 4:21 (Combs, Khalif Brown)
8. Stay Long (featuring Summer Walker) – 2:25 (Combs, Summer Walker)
9. It Belongs to You (with Jozzy) – 2:38 (Combs, Donald)
10. Another One of Me (with French Montana featuring the Weeknd and 21 Savage) – 3:50 (Combs, Karim Kharbouch, Abel Tesfaye, Shéyaa Abraham-Joseph)
11. Intermission – 2:40 (Combs)
12. Moments (featuring Justin Bieber) – 4:40 (Combs, Justin Bieber)
13. Need Somebody (featuring Jazmine Sullivan) – 4:21 (Combs, Jazmine Sullivan)
14. Mind Your Business (Bosses in Love) (featuring Ty Dolla Sign and Kehlani) – 4:56 (Combs, Tyrone Griffin, Jr.Kehlani Parrish)
15. Nasty (Interlude) (with Jozzy) – 1:41 (Combs, Donald)
16. Reachin' (featuring Ty Dolla Sign and Coco Jones) – 3:09 (Combs, Griffin, Courtney Jones)
17. Stay, Pt. 1 (with Kalan.FrFr and K-Ci) – 3:38 (Combs, Kalan Montgomery, Cedric Hailey)
18. I Like (featuring Mary J. Blige) – 3:48 (Combs, Mary J. Blige)
19. Closer to God (featuring Teyana Taylor) – 4:06 (Combs, Teyana Taylor)
20. Boohoo (featuring Jeremih) – 3:11 (Combs, Jeremy Felton)
21. Burna Boy Interlude (with Burna Boy) – 1:11 (Combs, Damini Ogulu)
22. Kim Porter (with Babyface featuring John Legend) – 7:10 (Combs, Kenneth Edmonds III, John Stephens)
23. Space (featuring H.E.R.) – 6:01 (Combs, Gabriella Wilson)